# Tony Périou
Tony Périou (né le 6 novembre 1995 à Plabennec dans le Finistère) est un coureur cycliste français, spécialiste du cyclo-cross.

## Biographie
En janvier 2017, il est sacré champion de France de cyclo-cross espoirs à Lanarvily, devant le tenant du titre Clément Russo,. 
Le 12 mars 2019, il annonce la fin de sa carrière à 23 ans. Il revient finalement sur sa décision en reprenant la compétition en début d'année 2020.

## Palmarès sur route
- 2013
  - 1re étape du Trophée Sébaco (contre-la-montre)
  - 2e du Trophée Sébaco
- 2014
  - 2e de l'Étoile de Tressignaux
- 2015
  - Grand Prix de la ville de Brest
  - 2e de la Ronde Briochine
  - 3e de l'Étoile de Tressignaux
- 2018
  - Grand Prix de Lorient-Lanveur
- 2022
  - 2e du Circuit An Alléguen
  - 3e du Grand Prix de Lanester
- 2024
  - Circuit de la Grotte à Ploemel
- 2025
  - Circuit An Alléguen
  - 6e épreuve de la Ronde Finistérienne

## Palmarès en cyclo-cross
- 2014-2015
  - 2e du championnat de Bretagne de cyclo-cross espoirs
- 2015-2016
  -  Champion de Bretagne de cyclo-cross espoirs
- 2016-2017
  -  Champion de France de cyclo-cross espoirs
  -  Champion de Bretagne de cyclo-cross espoirs
- 2018-2019
  -  Champion de Bretagne de cyclo-cross[5]
- 2021-2022
  - 3e de la Coupe de France
  - 3e du championnat de France de cyclo-cross en relais mixte
- 2023-2024
  - Classement général de la Coupe de France : 
    - Coupe de France #4, Albi
- 2024-2025
  - 2e de la Coupe de France
  - 2e du championnat de France de cyclo-cross en relais mixte